# مالینکا (گمینا ودمینه)
مالینکا (به لاتین: Malinka) یک روستا در لهستان است که در گمینا ودمینه واقع شده‌است.